# Žan Košir
Žan Košir (n. 11 aprilie 1984, Kranj, Iugoslavia) este un sportiv ce a reprezentat Slovenia, medaliat olimpic. A participat la 3 ediții ale Jocurilor Olimpice (2010, 2014, 2018) în care a câștigat o medalie de argint și o medalie de bronz.